# Camposiella notabilis
Camposiella notabilis är en insektsart som beskrevs av Morgan Hebard 1924. Camposiella notabilis ingår i släktet Camposiella och familjen vårtbitare. Inga underarter finns listade i Catalogue of Life.